# 佐賀平野

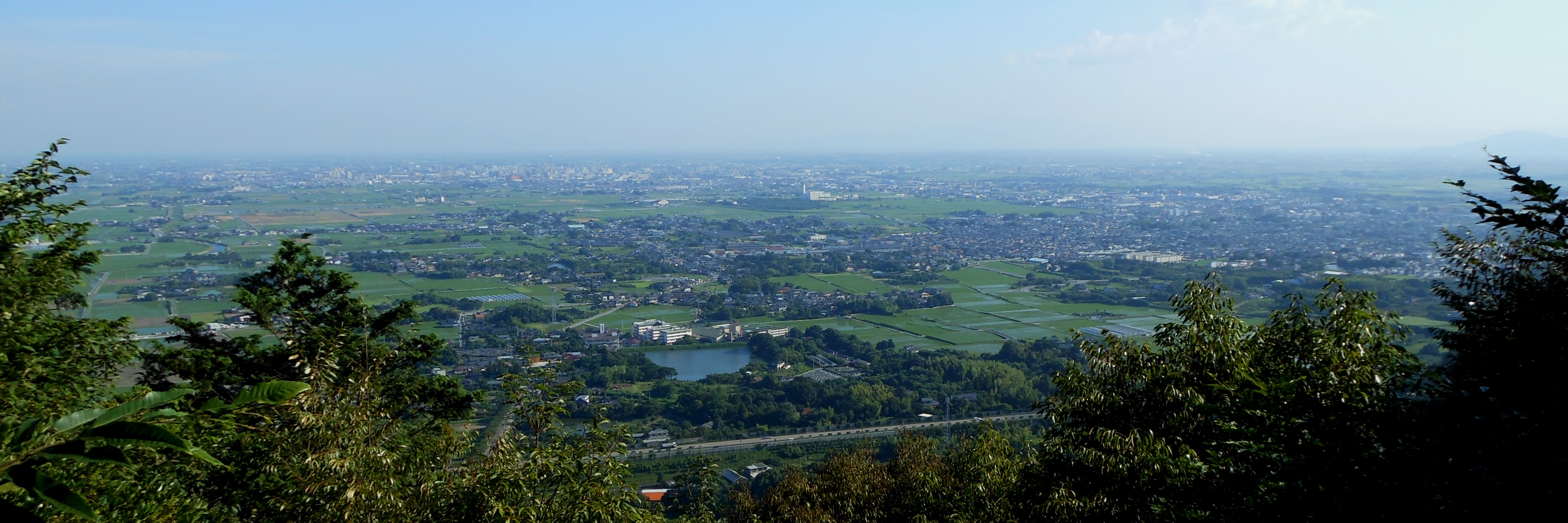
佐賀平野の遠景、佐賀市の金立山より

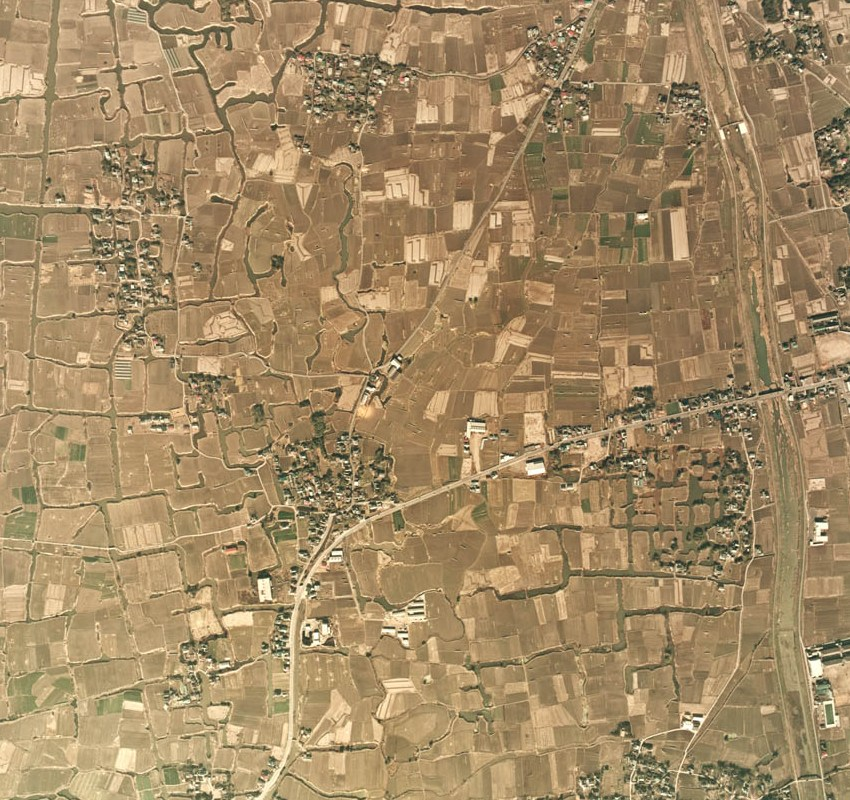
佐賀県千代田町（現神埼市）付近のクリーク地帯。国土画像情報（カラー空中写真）国土交通省、1974年撮影。

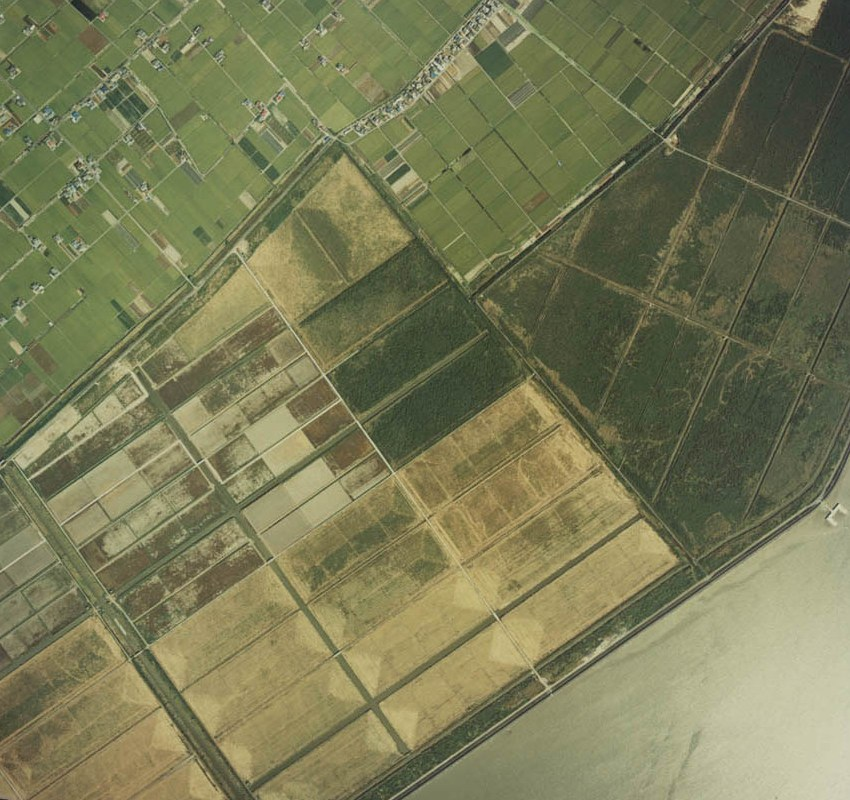
佐賀県福富町（現白石町）付近の干拓。国土画像情報（カラー空中写真）国土交通省、1981年撮影。

佐賀平野（さがへいや）は、佐賀県佐賀市を中心として、佐賀県南部から佐賀県東部にかけて広がる平野である。筑紫平野のうち、筑後川より西の地域を指す別名。

## 範囲
佐賀平野と言えば、多くの場合、南は佐賀県鹿島市から、北は佐賀県鳥栖市までの平野のうち佐賀県内の部分を指す。しかし、東隣の福岡県にも平野は広がっている。このうち南のほうの平野は筑後平野と呼ばれている。また、北のほうは筑後川周辺に広がった河岸段丘となっており、北野地域とよばれている。そして前述の佐賀県と福岡県をあわせた平野地域全体を総称して筑紫平野と呼んでいる。
小城市や久保田町より西の佐賀平野は、白石平野または白石地域と呼ぶことがある。これに対してそれより東の地域を佐賀地域と呼ぶ。
佐賀平野の北は脊振山地（大きく見れば筑紫山地）に接しており、鳥栖市から小城市付近までは長崎自動車道がちょうど平野と山地の境界になっている。南は有明海に接している。東に筑後川があり、この川が佐賀平野と筑後平野の境界となっている。
佐賀平野の面積は約700km2で、佐賀県の総面積の3分の1を占めている。また、佐賀県の人口の半分（約40万人）を有する。

## 平野の拡大
筑紫平野の大部分と同様、佐賀平野も河川の運搬によって土砂が堆積して拡大してきた沖積平野である。筑後川と同水系の諸河川をはじめとして、嘉瀬川、六角川、塩田川など（以上東から順に並ぶ）多数の河川が並ぶ。堆積量は東へ行くほど多く、筑後川がもっとも多くなる。また、江戸時代以降には海岸で干拓が行われ、さらに陸地が拡大した。明治から昭和中期までは行政が中心となった大規模な干拓事業も行われた。有明海沿岸の地域には「搦」や「拓」といった干拓特有の地名が多く見られる。
2000年前（縄文時代）は現在長崎自動車道が通っているあたり、400年前（江戸時代）は、現在JR長崎本線が通っているところあたりが海岸線であった（神埼市より東ではさらに南にあった）と推定されている。その後の自然陸化や干拓によって陸地が広がったため、地盤が軟弱であった。

## 農業
| 水田（白石町） |  | 麦畑（佐賀市） |
| 水田（白石町） |  | 麦畑（佐賀市） |

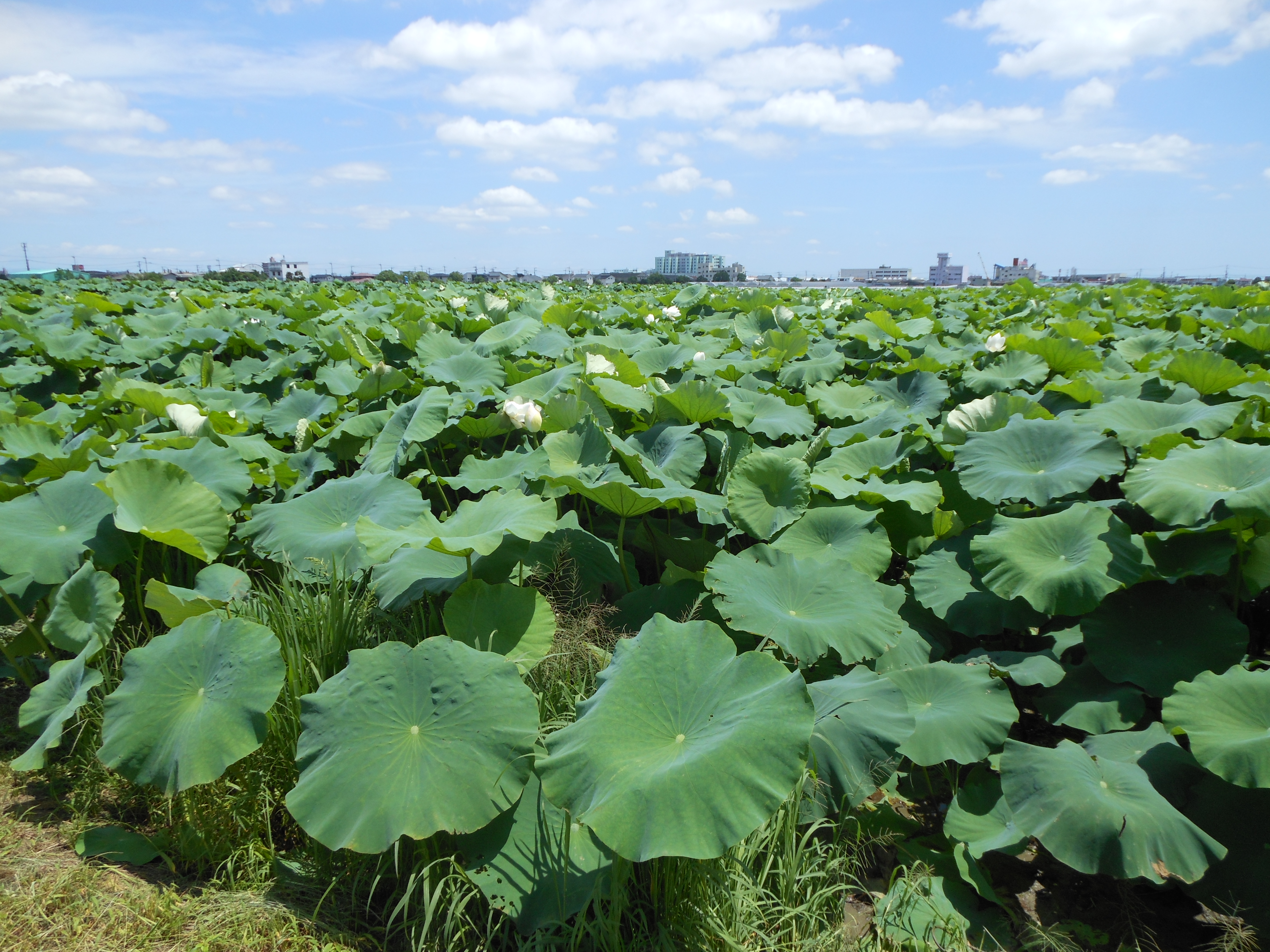
蓮田（レンコン畑）、佐賀市嘉瀬町

佐賀平野は九州でも有数の穀倉地帯である。既に戦国時代には、米の生産が盛んになっており、戦国大名龍造寺氏の勢力は、佐賀平野南部の土豪であった鍋島氏、石井氏、太田氏、鹿江氏、南里氏らの豊かな財力により支えられた。
現在でも、佐賀平野は、地形図や土地利用図などを見て分かるように、水田が広がっており、米の生産が盛んである。これらの水田に灌漑用水を導くため、クリークと呼ばれる水路が各地に見受けられる事は佐賀平野最大の特徴とされる。ただし、クリークが農業機械の導入を困難にしていたことなどから、戦後は農地の区画整理が進んだ。水路が直線的になるところが増えたり、小規模なクリークがまとまって1つになったりしたことで、クリークは減りつつある。
佐賀平野の稲作は、1920年代後半から1930年代前半に大きく発展した。クリークから電動ポンプで取水を行うようになり効率がアップしたこと、品種改良が進み、それに合わせて肥料の改良が進むなどしたことで、飛躍的に効率が伸び、農家の意欲が増したことなどが原因ではないかと考えられている。この発展期は佐賀段階（第一次佐賀段階）と呼ばれた。
佐賀段階後はいったん発展が停滞したものの、1950年代後半から1960年代にかけて再び発展した。国営嘉瀬川農業水利事業に伴う北山ダムと川上頭首工の建設、嘉瀬川を水源とする用水路網の整備が行われたことに加え、農法や農作業を広域的に統一することで収量を伸ばした。この発展期は新佐賀段階（第二次佐賀段階）と呼ばれた。
また、佐賀平野は米と小麦・大麦の二毛作を行っていることも大きな特徴の1つである。6月に水入れ・田植えを行い、10月ごろに稲刈りを行い、野焼きによって藁を灰にして肥料とする。11月下旬ごろに麦が植えられ、3月ごろ収穫となり、再び野焼きを行う。佐賀県は田植えが47都道府県の中て最も遅い（平均6月16日）という統計結果もあるが、晩生種が多いことと二毛作の影響によるものだとされている。ちなみに、稲刈り後から麦植えまでの農地が「空いている」期間に合わせて佐賀インターナショナルバルーンフェスタが行われ、佐賀平野中西部の広範囲で熱気球が離着陸する。
また、温暖な気候や粘土質で水持ちがよい土壌などを活かしたたまねぎやれんこん、イチゴの生産も盛んで、佐賀県第一の農業地帯になっている。

## 地盤沈下

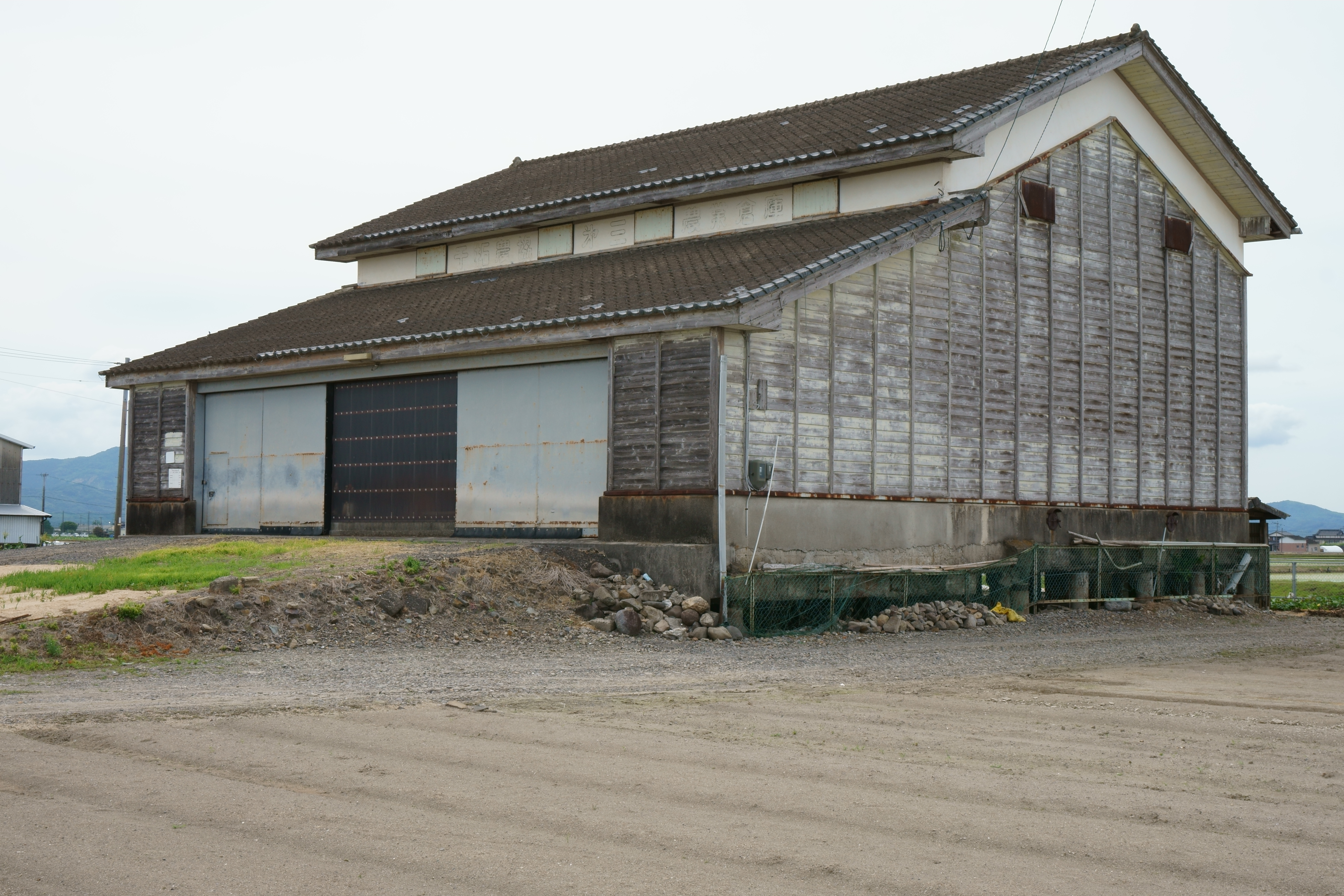
周囲の土地が地盤沈下して基礎が抜け上がり、1m以上の段差が生じた農業倉庫。白石町新拓

軟弱な地盤の影響で、佐賀平野は日本でも有数の地盤沈下地帯となっており、いわゆる海抜ゼロメートル地帯と呼ばれる地域も散在する。地盤沈下は1950年代から始まったと見られ、1960年には白石地域北部で大規模な沈降による窪みが出現し広く知られるようになった。その後も断続的に地盤沈下は進み、1994年には1年間で16cmという過去最大の沈降を観測した。主因は地下水の過剰な汲み上げと見られており、上下水道や農業用水路の整備が進んだ佐賀市方面では沈下は緩やかになってきている。白石地域でも地下水取水量は減少しているものの、更なる削減が必要だと見られている。

## 地質
表層は有明粘土層、次に島原海湾層、阿蘇溶結凝灰岩と順に並ぶ。地下50m～120mには砂礫層があり、帯水層を形成している。

## 気候
北と西は直接、東は筑後平野を隔てて筑紫山地に接し、南東や南西は山地や丘陵地に囲まれており、唯一南側だけは有明海に接している状況で、内陸性気候の様相を呈している。佐賀県内はもとより、九州でも熊本平野に次いで、夏の最高気温が高い地域である。